# Alistair Brownlee
Alistair Edward Brownlee (* 23. April 1988 in Dewsbury, Yorkshire) ist ein ehemaliger britischer Duathlet, Triathlet, zweimaliger Triathlon-Weltmeister auf der Kurzdistanz (2009, 2011), zweimaliger Olympiasieger (2012, 2016), Aquathlon-Weltmeister (2016) und dreifacher Ironman-Sieger (2019–2022). Er wird in der Bestenliste britischer Triathleten auf der Ironman-Distanz geführt.

## Werdegang
Sein Vater war Läufer, seine Mutter Schwimmerin und über seinen Onkel kam er zum Triathlon. Brownlee lebt heute in Horsforth, Leeds. Auch sein jüngerer Bruder Jonathan Brownlee ist als Triathlet aktiv. Die beiden waren BT (British Telecom) Ambassador des Olympia-2012-Projektes.
2006 und erneut 2007 wurde er Duathlon-Vizeweltmeister bei den Junioren. Im Jahr 2008 gewann Brownlee die U23-WM und belegte bei den Olympischen Spielen in Peking den 12. Rang.

### Weltmeister Triathlon Kurzdistanz 2009
2009 gewann Alistair Brownlee die Weltmeisterschaftsserie überlegen und wurde in fast allen Teil-Bewerben Erster (Madrid, Washington DC, Kitzbühel, London und Gold Coast). 2010 gewann Alistair Brownlee die Elite-Europameisterschaft, laborierte danach jedoch an einem Ermüdungsbruch des Oberschenkels.

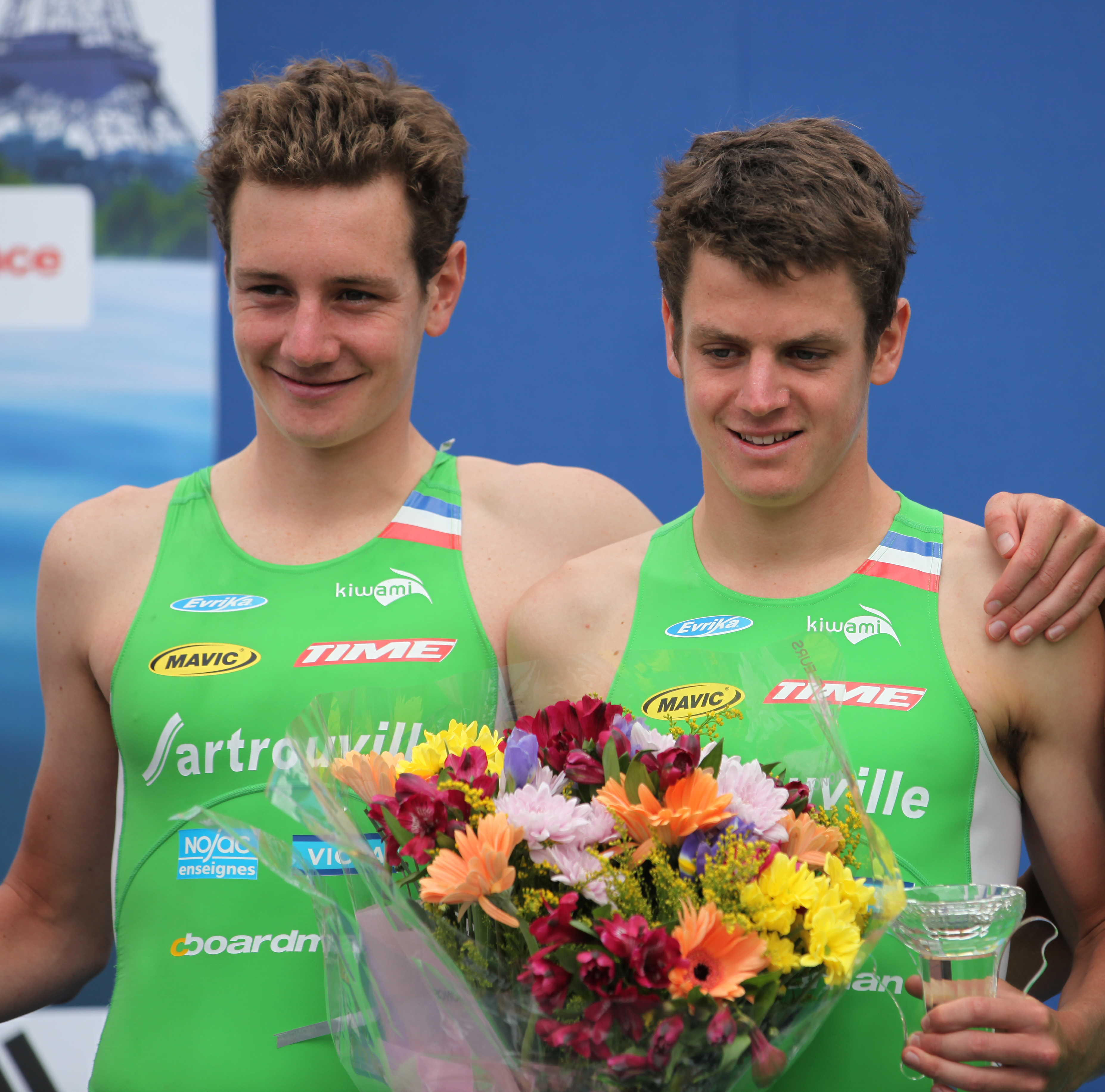
Alistair (links) und sein jüngerer Bruder Jonathan als Gewinner beim Triathlon de Paris, 2011

2011 kehrte Brownlee mit starken Leistungen zurück und dominiert klar die Top-Rennen: In Madrid und Kitzbühel wurde er wieder Erster in Folge, die Europameisterschaft konnte er mit seinem Bruder Jonathan als Vizeeuropameister klar für sich entscheiden und sich erneut den Titel des Triathlon-Weltmeisters auf der olympischen Distanz holen.

### Sieger Olympische Sommerspiele 2012
Im August 2012 gewann er bei den Olympischen Spielen in London die Goldmedaille und sein Bruder Jonathan wurde Dritter.
Im Rahmen der ITU World Championship Series 2015 belegte er den 14. Rang.

### Sieger Olympische Sommerspiele 2016
Alistair Brownlee qualifizierte sich 2016 erneut für einen Startplatz bei den Olympischen Spielen und er ging in Brasilien für Großbritannien an den Start – zusammen mit Helen Jenkins, Non Stanford und Vicky Holland, Gordon Benson sowie seinem Bruder  Jonathan. Am 18. August gewann er in Rio de Janeiro seine zweite Olympia-Goldmedaille und als erster Athlet konnte er einen Olympiasieg erfolgreich verteidigen. Sein Bruder wurde Zweiter.

Im September wurde er in Mexiko Aquathlon-Weltmeister. Im letzten Rennen der Weltmeisterschaft-Rennserie 2016 wurde er in Mexiko Dritter und belegte damit in der Jahreswertung den zehnten Rang.
Brownlee startet im Kader der British Triathlon Federation und seit 2017 für das 13-köpfige „Bahrain Elite Endurance Triathlon Team“. Im April 2017 konnte er bei seinem ersten Start auf der Mitteldistanz (1,9 km Schwimmen, 90 km Radfahren und 21,1 km Laufen) in Spanien den Challenge Gran Canaria für sich entscheiden.
Im April 2019 wurde er beim Ironman 70.3 Marbella in Spanien Zweiter hinter dem Deutschen Andreas Dreitz. Im Juni konnte der damals 31-Jährige in den Niederlanden zum vierten Mal die Triathlon-Europameisterschaft auf der olympischen Kurzdistanz für sich entscheiden.
Im Juni 2019 gewann er bei der Erstaustragung des Ironman Ireland sein erstes Ironman-Rennen.
Im März 2020 wurde er in Spanien Dritter bei der Duathlon-Europameisterschaft.
Im Januar 2021 kündigte Brownlee an, im Frühling 2022 einen Ironman unter Laborbedingungen zu bestreiten, den er als erster Mann in der Geschichte in unter sieben Stunden absolvieren möchte.
Unterstützt wird das Projekt von der Pho3nix-Stiftung, die vom polnischen Unternehmer Sebastian Kulczyk gegründet worden war. Der Streamingdienst Netflix soll eine zweiteilige Dokumentation dazu ausstrahlen. Neben Brownlee tritt auch der Norweger Kristian Blummenfelt an und bei den Frauen wollen die Schweizerin Nicola Spirig-Hug sowie die Britin Lucy Charles-Barclay eine Zeit unter acht Stunden erreichen. Er musste seine Teilnahme aber nach einer Stressreaktion in der Hüfte absagen. Ebenso musste Alistair Brownlee seinen geplanten Start beim Ironman Hawaii 2022 nach einer Stressfraktur im Oberschenkel im September absagen.
Im November 2024 erklärte der 36-jährige Alistair Brownlee seine Profikarriere nach 18 Jahren für beendet.

## Auszeichnungen
- 2017: ETU Athlet des Jahres

## Sportliche Erfolge
| Datum/Jahr    | Platz | Wettbewerb                                     | Austragungsort   | Zeit        | Bemerkung |
| ------------- | ----- | ---------------------------------------------- | ---------------- | ----------- | --- |
| 6. Juni 2021  | DSQ   | ITU World Championship Series 2021             | Leeds            | –           | disqualifiziert wegen Untertauchens eines Mitbewerbers                                                             |
| 7. Nov. 2020  | 2     | ITU Triathlon World Cup                        | Valencia         | 00:50:25    | hinter dem Franzosen Vincent Luis                                                                                  |
| 10. Okt. 2020 | 3     | ITU Triathlon World Cup                        | Arzachena        | 00:54:45    | hinter Vincent Luis                                                                                                |
| 6. Sep. 2020  | 1     | Helvellyn Triathlon                            | Lake District    |             | [ 9 ] |
| 1. Juni 2019  | 1     | ETU Triathlon European Championships           | Weert            | 01:35:01    | Europameisterschaft auf der olympischen Kurzdistanz                                                                |
| 18. Mai 2019  | 1     | ITU Triathlon World Cup                        | Cagliari         | 00:52:02    | Sprintdistanz (750 m Schwimmen, 20 km Radfahren und 5 km Laufen)                                                   |
| 10. Aug. 2018 | 4     | ETU Triathlon European Championships           | Glasgow          | 01:48:12    | Europameisterschaft auf der olympischen Kurzdistanz                                                                |
| 11. Juni 2017 | 1     | ITU World Championship Series 2017             | Leeds            | 01:46:51    | |
| 19. März 2017 | 21    | Super League Triathlon                         | Hamilton Island  |             | im neuen dreitägigen Rennformat                                                                                    |
| 19. Sep. 2016 | 3     | ITU World Championship Series 2016             | Cozumel          | 01:47:08    | |
| 18. Aug. 2016 | 1     | Olympische Sommerspiele 2016                   | Rio de Janeiro   | 01:45:01    | |
| 3. Juli 2016  | 1     | ITU World Championship Series 2016             | Stockholm        | 01:50:33    | |
| 12. Juni 2016 | 1     | ITU World Championship Series 2016             | Leeds            | 01:49:27    | |
| 31. Mai 2015  | 1     | ITU World Championship Series 2015             | London           | 00:50:39    | |
| 26. Apr. 2015 | 1     | ITU World Championship Series 2015             | Kapstadt         | 01:39:19    | Schwimmdistanz verkürzt auf 750 m                                                                                  |
| 23. Aug. 2014 | 2     | ITU World Championship Series 2014             | Stockholm        | 00:57:37    | auf der Sprintdistanz                                                                                              |
| 24. Juli 2014 | 1     | Commonwealth Games 2014                        | Glasgow          | 01:48:50    | |
| 13. Juli 2014 | 1     | ITU Sprint World Championships Team            | Hamburg          | 01:19:07    | Weltmeister im Team – zusammen mit Lucy Hall, Vicky Holland und Jonathan Brownlee                                  |
| 12. Juli 2014 | 1     | ITU World Championship Series 2014             | Hamburg          | 00:51:43    | Sieger auf der Sprintdistanz                                                                                       |
| 20. Juni 2014 | 1     | ETU Triathlon European Championships           | Kitzbühel        | 01:54:08    | Europameisterschaft auf der olympischen Kurzdistanz                                                                |
| 15. März 2014 | 1     | Abu Dhabi International Triathlon              | Abu Dhabi        | 03:12:21    | Sieger auf der Kurzdistanz                                                                                         |
| 15. Sep. 2013 | 52    | ITU World Championship Series 2013             | London           | 01:55:03    | Grand Final der Triathlon-Weltmeisterschaftsserie 2013                                                             |
| 6. Juli 2013  | 1     | ITU World Championship Series 2013             | Kitzbühel        | 00:55:23    | |
| 21. Apr. 2013 | 1     | ITU World Championship Series 2013             | San Diego        | 01:47:16    | |
| 2. März 2013  | 1     | Abu Dhabi International Triathlon              | Abu Dhabi        | 03:20:18    | Sieger auf der Kurzdistanz                                                                                         |
| 7. Aug. 2012  | 1     | Olympische Sommerspiele 2012                   | London           | 01:46:25    | |
| 24. Juni 2012 | 1     | ITU World Championship Series 2012             | Kitzbühel        | 01:50:13    | |
| 21. Aug. 2011 | 1     | ITU Triathlon World Championship Mixed Relay   | Lausanne         |             | im Team mit Jodie Stimpson, Helen Jenkins und Jonathan Brownlee                                                    |
| 7. Aug. 2011  | 1     | ITU World Championship Series 2011             | London           | 01:50:09    | |
| 25. Juni 2011 | 1     | ETU Triathlon European Championships           | Pontevedra       | 01:48:48    | Europameister |
| 18. Juni 2011 | 1     | ITU World Championship Series 2011             | Kitzbühel        | 01:51:54    | |
| 4. Mai 2011   | 1     | ITU World Championship Series 2011             | Madrid           | 01:51:05    | Sieger vor seinem Bruder Jonathan                                                                                  |
| 11. Sep. 2010 | 1     | ITU World Championship Series 2010             | Budapest         | 01:42:26    | Mit seinem Sieg beim 7. und letzten Rennen der Serie holte sich Brownlee in der WM-Gesamtwertung 2010 den 6. Rang. |
| 24. Juli 2010 | 10    | ITU World Championship Series 2010             | London           | 01:43:08    | 5. Rennen der Serie                                                                                                |
| 4. Juli 2010  | 1     | ETU Triathlon European Championships           | Athlone          | 01:44:24    | Sieger und Europameister auf der olympischen Kurzdistanz                                                           |
| 6. Juni 2010  | 1     | ITU World Championship Series 2010             | Madrid           | 01:52:41    | Sieg beim 3. Rennen der Saison                                                                                     |
| 11. Sep. 2009 | 1     | ITU World Championship Series 2009             | Gold Coast       | 01:44:51    | Brownlee wurde in Australien beim „Grand Final“ Weltmeister über die Kurzdistanz.                                  |
| 16. Aug. 2009 | 1     | ITU World Championship Series 2009             | London           | 01:41:50    | |
| 12. Juli 2009 | 1     | ITU World Championship Series 2009             | Kitzbühel        | 01:43:13    | [ 13 ] |
| 5. Juli 2009  | 2     | ETU Triathlon European Championships           | Holten           |             | Vizeeuropameister auf der olympischen Kurzdistanz (1,5 km Schwimmen, 40 km Radfahren und 10 km Laufen)             |
| 21. Juni 2009 | 1     | ITU World Championship Series 2009             | Washington, D.C. | 01:48:58    | |
| 31. Mai 2009  | 1     | ITU World Championship Series 2009             | Madrid           | 01:51:27    | |
| 19. Aug. 2008 | 12    | Olympische Sommerspiele 2008                   | Peking           | 01:50:19,62 | |
| 8. Juni 2008  | 1     | ITU Triathlon World Championship U23           | Vancouver        | 01:54:37    | Brownlee wurde Triathlon-Weltmeister in der Klasse U23 vor dem Deutschen Gregor Buchholz.                          |
| 29. Juni 2007 | 1     | ETU Triathlon European Championship Junior Men | Kopenhagen       | 00:56:25    | Sieg und Junioren-Europameister                                                                                    |
| 23. Juni 2006 | 3     | ETU Triathlon European Championship Junior Men | Autun            |             | |
| 10. Sep. 2005 | 41    | ITU Triathlon World Championship Junior Men    | Gamagōri         |             | Triathlon-Weltmeisterschaft Junioren                                                                               |
| 23. Juli 2005 | 19    | ETU Triathlon European Championship Junior Men | Alexandroupoli   |             | [ 17 ] |

| Datum/Jahr    | Platz | Wettbewerb                       | Austragungsort | Zeit     | Bemerkung |
| ------------- | ----- | -------------------------------- | -------------- | -------- | --- |
| 19. Okt. 2024 | 3     | T100 Dubai                       | Dubai          | 03:10:25 | Grand Final der PTO T100 Triathlon World Tour                                                                                |
| 9. März 2024  | 5     | T100 Miami                       | Miami          | 03:11:43 | [ 18 ] |
| 14. Okt. 2023 | 3     | Challenge Peguera Mallorca       | Peguera        | 03:45:53 | [ 19 ] |
| 6. Mai 2023   | 6     | PTO European Open                | Ibiza          | 03:17:03 | 2 km Schwimmen, 80 km Radfahren und 18 km Laufe                                                                              |
| 7. Aug. 2022  | 1     | Ironman 70.3 Swansea             | Swansea        | 03:49:34 | Sieger der Erstaustragung |
| 24. Juli 2022 | 24    | PTO Canadian Open                | Edmonton       | 03:23:15 | |
| 2. Apr. 2022  | 4     | Ironman 70.3 California          | Oceanside      | 03:45:54 | |
| 6. Sep. 2020  | 1     | Helvellyn Triathlon              | Glenridding    | 03:16:18 | Sieg mit Streckenrekord (1.500 m Schwimmen, 61,2 km Radfahren über den Kirkstone Pass und 14,5 km Laufen über den Helvellyn) |
| 8. Sep. 2019  | 2     | Ironman 70.3 World Championships | Nizza          | 03:55:19 | Vizeweltmeister |
| 27. Apr. 2019 | 2     | Ironman 70.3 Marbella            | Marbella       | 04:01:00 | |
| 2. Sep. 2018  | 2     | Ironman 70.3 World Championships | Port Elizabeth | 03:37:42 | Zweiter hinter Jan Frodeno                                                                                                   |
| 14. Apr. 2018 | 1     | Ironman 70.3 Liuzhou             | Liuzhou        | 03:45:42 | |
| 2. Feb. 2018  | 1     | Ironman 70.3 Dubai               | Dubai          | 03:35:30 | 1:09:36 h für den Halbmarathon                                                                                               |
| 3. Juni 2017  | DNF   | Challenge – The Championship     | Šamorín        | –        | Challenge World Championship – Rennabbruch, nachdem Brownlee in Führung liegend auf die Laufstrecke gestartet war            |
| 6. Mai 2017   | 1     | Ironman 70.3 St. George          | St. George     | 03:41:58 | North American Championships                                                                                                 |
| 22. Apr. 2017 | 1     | Challenge Gran Canaria           | Mogán          | 04:03:09 | |

| Datum/Jahr    | Platz | Wettbewerb                | Austragungsort | Zeit     | Bemerkung                               |
| ------------- | ----- | ------------------------- | -------------- | -------- | --------------------------------------- |
| 20. Aug. 2022 | 1     | Ironman Sweden            | Kalmar         | 07:38:48 | Streckenrekord                          |
| 7. Mai 2022   | DNS   | Ironman St. George        | St. George     | –        | Ironman World Championships             |
| 1. Dez. 2019  | 1     | Ironman Western Australia | Busselton      | 07:45:21 | Streckenrekord                          |
| 12. Okt. 2019 | 21    | Ironman Hawaii            | Hawaii         | 08:25:03 |                                         |
| 23. Juni 2019 | 1     | Ironman Ireland           | Youghal        | 07:49:20 | verkürzter Kurs ohne die Schwimmdistanz |

| Datum/Jahr    | Platz | Wettbewerb                                    | Austragungsort | Zeit     | Bemerkung                                                                     |
| ------------- | ----- | --------------------------------------------- | -------------- | -------- | ----------------------------------------------------------------------------- |
| 7. März 2020  | 3     | ETU Duathlon European Championships           | Punta Umbría   |          | Europameisterschaft Duathlon (5 km Laufen, 20 km Radfahren und 2,5 km Laufen) |
| 19. Mai 2007  | 2     | ITU Duathlon World Championship Junior Men    | Győr           |          | Junioren-Duathlon-Vizeweltmeister                                             |
| 29. Juli 2006 | 2     | ITU Duathlon World Championship Junior Men    | Corner Brook   |          | Junioren-Duathlon-Vizeweltmeister                                             |
| 7. Okt. 2006  | 1     | ETU Duathlon European Championship Junior Men | Rimini         | 00:56:47 | Sieger und Junioren-Europameister                                             |

| Datum/Jahr    | Platz | Wettbewerb                        | Austragungsort | Zeit     | Bemerkung             |
| ------------- | ----- | --------------------------------- | -------------- | -------- | --------------------- |
| 14. Sep. 2016 | 1     | ITU Aquathlon World Championships | Cozumel        | 00:28:58 | Aquathlon-Weltmeister |

(DSQ – Disqualifiziert)

## Veröffentlichungen
- Swim, Bike, Run: Our Triathlon Story mit Jonathan Brownlee, Penguin (22. Mai 2014), ISBN 978-0-241-96584-9